# Shani Davis
Pour les articles homonymes, voir Davis.
Shani Davis (né le 13 août 1982 à Chicago) est un patineur de vitesse américain, spécialisé à la fois en longue piste et en courte piste  (patinage de vitesse sur piste courte). Ainsi, il participe aux Jeux olympiques de Salt Lake en courte piste mais choisit de se consacrer au patinage de vitesse sur longue piste.
Champion du monde du 1500 m en 2004, il bat l'année suivante le record du monde de la discipline avec un temps de 1 min 43 s 33. Il décroche le titre olympique aux jeux de Turin sur 1000 m devant son compatriote Joey Cheek en 1 min 08 s 89. En 2010 à Vancouver, il conserve son titre en devançant de dix-huit centièmes le coréen Mo Tae-bum.

## Palmarès

### Jeux olympiques d'hiver
| Épreuve / Édition   | 500 mètres | 1 000 mètres                   | 1 500 mètres                       | 5 000 mètres | 10 000 mètres | Mass start | Poursuite par équipes |
| JO 2006 Turin       | —          | Médaille d'or, Jeux olympiques | Médaille d'argent, Jeux olympiques | 7e           | —             | —          | —                     |
| JO 2010 Vancouver   | Ab         | Médaille d'or, Jeux olympiques | Médaille d'argent, Jeux olympiques | 12e          | —             | —          | —                     |
| JO 2014 Sotchi      | 24e        | 8e                             | 11e                                | —            | —             | —          | 7e                    |
| JO 2018 Pyeongchang | —          | —                              | 19e                                | —            | —             | —          | —                     |

Légende :
- : première place, médaille d'or
- : deuxième place, médaille d'argent
- : troisième place, médaille de bronze
- : pas d'épreuve
- — : Non disputée par le patineur
- DSQ : disqualifiée

### Championnats du monde (patinage de vitesse)
- Médaille d'argent sur 1500 m en 2004 à Séoul.
- Médaille d'argent toutes épreuves en 2004 à Hamar.
- Médaille d'or toutes épreuves en 2005 à Moscou.
- Médaille d'or toutes épreuves en 2006 à Calgary.
- Médaille d'or sur 1000 m en 2007 à Salt Lake City.
- Médaille d'or sur 1500 m en 2007 à Salt Lake City.
- Médaille d'or sur 1000 m en 2008 à Nagano.
- Médaille d'argent sur 1500 m en 2008 à Nagano.
- Médaille de bronze toutes épreuves en 2008 à Berlin.
- Médaille de bronze sur 1000 m en 2009 à Richmond.
- Médaille d'or sur 1500 m en 2009 à Richmond.
- Médaille d'or du sprint 2009 à Moscou.
- Médaille d'or sur 1000 m en 2011 à Inzell.
- Médaille d'argent sur 1500 m en 2011 à Inzell.
- Médaille d'or en poursuite par équipes en 2011 à Inzell.
- Médaille de bronze sur 1000 m en 2012 à Heerenveen.
- Médaille d'argent en poursuite par équipes en 2012 à Heerenveen.
- Médaille de bronze sur 1000 m en 2013 à Sotchi.
- Médaille d'argent sur 1500 m en 2013 à Sotchi.

### Coupe du monde
- Vainqueur du classement du 1000 m en 2005-2006, 2007-2008, 2008-2009, 2009-2010 et 2011-2012.
- Vainqueur du classement du 1500 m en 2007-2008, 2008-2009, 2009-2010 et 2010-2011.
- 84 podiums individuels dont 57 victoires.

### Championnats du monde de short-track
- *  Médaille de bronze au relais 5000 m en 2005 à Pékin.

## Distinctions
- Il a obtenu le Prix Oscar Mathisen récompensant le meilleur patineur de vitesse de l'année en 2005 et 2009.